# Yū Suzuki
Pour les articles homonymes, voir Suzuki (homonymie).
鈴木裕
Yū Suzuki (鈴木裕, Suzuki Yū), né le 10 juin 1958 à Kamaishi dans la préfecture d'Iwate au Japon, est un concepteur de jeux vidéo. Il est le créateur de Space Harrier, Hang-On, Out Run, After Burner, Virtua Fighter et Shenmue.

## Biographie
Après un diplôme en électronique obtenu à l'université scientifique d'Okayama et une tentative de carrière musicale, Yū Suzuki rejoint Sega en 1983 en tant que programmeur et producteur ou il développe Champion Boxing sur la console SG-1000.
Il participe à la création des jeux et série Space Harrier, Hang-On, Out Run, After Burner, Virtua Fighter et Shenmue.
En 2003 il reçoit la consécration du Hall of Fame AIAS, pour l'ensemble de son œuvre de game designer (concepteur de jeu).
Yū Suzuki quitte ensuite le studio Sega-AM2 (studio interne de Sega) et fonde sa propre structure de création Digitalrex en 2003. Pour le moment, aucun jeu n'est sorti de cette structure bien que Shenmue Online fût attendu en Corée du Sud et en Chine pour 2007. Shenmue, et plus particulièrement la saga Shenmue, suscite toujours autant d'intérêts auprès des fans malgré les années passées.
Désormais à la tête du studio AM+, il est en train de réaliser un jeu de course typiquement arcade du nom de Sega Race TV qui devrait sortir sur Sega Lindbergh.
La saga Shenmue est considéré comme son plus grand et ambitieux projet. Une saga néanmoins inachevée après que Sega ait décidé d'en arrêter le financement. Les ventes des deux premiers épisodes de la saga (Shenmue I et Shenmue II) n'étaient effectivement pas suffisantes pour rentabiliser le travail de AM2 malgré de bons chiffres de ventes.
Shenmue Online ne représente qu'une partie annexe de la saga et non un chapitre clé.
Un nouveau jeu Shenmue est sorti en 2010, il s'agit de Shenmue City, un jeu social qui est sorti sur Mobagetown (téléphones portables) et sur Yahoo! Mobage (version PC) mais pour le moment uniquement destiné au Japon. On y joue le rôle d'un étudiant qui travaille aux côtés de Ryo dans le dojo Hazuki.
En 2011, il reçoit un Pioneer Award lors de la Game Developers Conference pour l'ensemble de sa carrière.
Lors de la conférence de Sony à l'E3 le 15 juin 2015, Yu Suzuki a annoncé en force le retour de Shenmue pour un troisième épisode, à condition toutefois que la campagne de financement participatif via Kickastarter soit un succès et attire les investisseurs.
Yū Suzuki est le précurseur de différents genres :
Des jeux en pseudo-3D temps réel avec un système comportant un très grand nombre de sprites zoomés :
- Le jeu de course en moto (Hang-On, 1985)
- Le shoot-them'up (Space Harrier, 1985)
- Le jeu de course (Out Run, 1986), Pole position (1982) de Namco étant le premier du genre, mais avec un nombre très limité de sprites

Il y ajoute la rotation des sprites :
- Le jeu d'avion (After Burner, 1987)
- Le jeu de vaisseau spatial (Galaxy Force, 1988)
- Le jeu de course automobile (Power Drift, 1988)

Des jeux en 3D temps réel, en forme pleine dans leurs premières versions :
- Le jeu de course (Virtua Racing, 1992)
- Le jeu de combat (Virtua Fighter, 1993)
- Le jeu de ball-trap (Virtua Cop, 1994)

Des jeux en 3D temps réel, à facettes texturées :
- Le jeu de course (Daytona USA, 1994)

Puis d'autres genres :
- Le FREE et Quick Time Event (Shenmue)

## Ludographie
Une compilation de jeux Sega de Yū Suzuki est sortie sur Dreamcast sous le nom Yu Suzuki Games Works Vol.1 en 2001. Il s'agit de remake des jeux Hang-On, Space Harrier, After Burner, Out Run et Power Drift.

### Jeux développés
| Titre                                    | Année de sortie | forme(s)                        | Fonction occupée             |
| ---------------------------------------- | --------------- | ------------------------------- | ---------------------------- |
| Champion Boxing                          | 1983            | SG-1000                         | Directeur / Designer         |
| Hang-On                                  | 1985            | Sega Hang-On hardware           | Directeur / Designer         |
| Space Harrier                            | 1985            | Space Harrier hardware          | Directeur / Designer         |
| Enduro Racer                             | 1986            |                                 | Directeur / Designer         |
| Out Run                                  | 1986            | OutRun hardware                 | Directeur / Designer         |
| Super Hang-On                            | 1986            | OutRun hardware                 | Producteur                   |
| After Burner                             | 1987            | X Board                         | Directeur / Designer         |
| After Burner II                          | 1987            | X Board                         | Directeur / Designer         |
| Power Drift                              | 1988            | Y Board                         | Directeur / Designer         |
| Dynamite Düx (en)                        | 1988            | System 16                       | Producteur                   |
| Turbo OutRun                             | 1989            | OutRun hardware                 | Producteur                   |
| Sword of Vermilion                       | 1989            | Mega Drive                      | Producteur                   |
| G-LOC: Air Battle                        | 1990            | Y Board                         | Directeur / Designer         |
| GP Rider (en)                            | 1990            | Sega X Board, Game Gear         | Producteur                   |
| Strike Fighter                           | 1991            | Y Board                         | Designer / Producteur        |
| Rent-A-Hero                              | 1991            | Mega Drive                      | Producteur                   |
| F1 Exhaust Note (en)                     | 1991            | System 32                       | Producteur                   |
| Virtua Racing                            | 1992            | Model 1                         | Directeur / Chef Programmeur |
| Soreike Kokology (en)                    | 1992            | System 32                       | Producteur                   |
| Virtua Fighter                           | 1993            | Model 1, Saturn, Windows        | Directeur / Producteur       |
| Burning Rival (en)                       | 1993            | System 32                       | Producteur                   |
| Daytona USA                              | 1993            | Model 2, Saturn, Windows        | Producteur / Special Thanks  |
| Virtua Cop                               | 1994            | Model 2, Saturn, Windows        | Producteur / Superviseur     |
| Virtua Fighter 2                         | 1994            | Model 2, Saturn, Windows        | Directeur / Producteur       |
| Desert Tank                              | 1994            | Model 2                         | Producteur                   |
| Virtua Striker                           | 1995            | Model 2                         | Producteur                   |
| Virtua Cop 2                             | 1995            | Model 2, Saturn, Windows        | Producteur / Superviseur     |
| Fighting Vipers                          | 1995            | Model 2, Saturn                 | Producteur                   |
| Virtua Fighter 3                         | 1996            | Model 3, Dreamcast              | Directeur                    |
| Virtua Fighter Kids                      | 1996            | ST-V, Saturn                    | Producteur                   |
| Fighters Megamix                         | 1996            | Saturn                          | Producteur                   |
| Sonic the Fighters                       | 1996            | Model 2                         | Producteur                   |
| Scud Race                                | 1996            | Model 3                         | Producteur                   |
| Virtua Striker 2                         | 1997            | Model 3                         | Producteur                   |
| Digital Dance Mix Vol.1 Namie Amuro      | 1997            | Saturn                          | Producteur                   |
| All Japan Pro-Wrestling Featuring Virtua | 1997            | ST-V                            | Producteur                   |
| Fighting Vipers 2                        | 1998            | Model 3, Dreamcast              | Producteur                   |
| Daytona USA 2                            | 1998            | Model 3                         | Producteur                   |
| Ferrari F355 Challenge                   | 1999            | Naomi, Dreamcast, PlayStation 2 | Directeur / Producteur       |
| Shenmue                                  | 1999            | Dreamcast                       | Directeur / Producteur       |
| Outtrigger                               | 1999            | Naomi                           | Producteur                   |
| 18 Wheeler: American Pro Trucker         | 1999            | Naomi, Dreamcast                | Producteur                   |
| Shenmue II                               | 2001            | Dreamcast, Xbox                 | Directeur / Producteur       |
| Virtua Fighter 4                         | 2001            | Naomi 2, PlayStation 2          | Directeur / Producteur       |
| Virtua Cop 3                             | 2003            | Chihiro                         | Producteur                   |
| OutRun 2                                 | 2003            | Chihiro                         | Producteur                   |
| Sega Race TV                             | 2008            | Lindbergh                       | Producteur                   |
| Shenmue City                             | 2010            | Mobage                          | Directeur                    |
| Virtua Fighter: Cool Champ               | 2011            | iPhone                          | Directeur                    |
| Bullet Pirates                           | 2013            | Android, iPhone                 | Directeur,                   |
| Virtua Fighter: Fever Combo              | 2014            | iPhone, Android                 | Directeur                    |
| Shenmue III                              | 2019            | PlayStation 4, Windows          | Directeur / Producteur       |
| Air Twister                              | 2022            | iPhone, iPad                    | Directeur / Producteur       |

### Jeux annulés
| Titre           | Année d'annulation | Plate(s)-forme(s) | Fonction occupée       |
| --------------- | ------------------ | ----------------- | ---------------------- |
| Propeller Arena | 2001               | Dreamcast         | Producteur             |
| Pure Breed      | –                  | –                 | Concept                |
| Psy-Phi         | 2005               | Sega Lindbergh    | Directeur / Producteur |
| Shenmue Online  | 2007               | PC                | Directeur              |